# Cornel Glava
Cornel Glava (n. secolul XIX, Șesuri, județul Hunedoara – d. 1953, Crișcior, județul Hunedoara) a fost un deputat în Marea Adunare Națională de la Alba Iulia, organismul legislativ reprezentativ al „tuturor românilor din Transilvania, Banat și Țara Ungurească”, cel care a adoptat hotărârea privind Unirea Transilvaniei cu România, la 1 decembrie 1918 :p. 206.

## Biografie
A făcut gimnaziul la Orăștie, Liceul la Sibiu și Dreptul la Universitatea din Budapesta. Ulterior, obține și Doctoratul.:p. 206.

## Activitatea politică
Ca deputat în Adunarea Națională din 1 decembrie 1918, Cornel Glava a fost delegat al Cercului electoral Baia de Criș :p. 206.